# In the Skies
In the Skies är ett musikalbum av Peter Green. Det var hans andra studioalbum som soloartist och gavs ut 1979. Det hade då dröjt åtta år sedan hans senaste album. Green skrev eller samskrev samtliga av albumets låtar. En prominent musiker på albumet är gitarristen Snowy White som medverkar på nästan alla låtar. Albumet blev en ganska stor försäljningsframgång, framförallt i Nordeuropa, och har förblivit hans bäst säljande skiva som soloartist.

## Låtlista
(upphovsman inom parentes)
1. "In the Skies" (Peter Green, Jane Green) – 3:52
2. "Slabo Day" (P. Green, Snowy White, Reg Isidore, Lennox Langton, Peter Bardens, Kuma Harada) – 5:12
3. "A Fool No More" (P. Green) – 7:46
4. "Tribal Dance" (P. Green, White, Isidore, Langton) – 4:29
5. "Seven Stars" (P. Green, J. Green) – 3:10
6. "Funky Chunk" (P. Green, White, Isidore, Langton, Bardens, Harada) – 4:16
7. "Just for You" (P. Green, J. Green, White, Isidore) – 4:39
8. "Proud Pinto" (P. Green) – 3:42
9. "Apostle" (P. Green) – 3:12

## Listplaceringar
- UK Albums Chart, Storbritannien: #32[1]
- Tyskland: #12
- VG-lista, Norge: #14[2]
- Topplistan, Sverige: #11[3]
- Även utsedd av tidningen Rolling Stone till årets skiva 1979.